# Пуджон (станция метро)
«Пуджон» (кор. 부전역) — подземная станция Пусанского метро на Первой линии. Переход на железнодорожные линии Тонхэсон, Кёнджонсон и Чунансон, и линию электрифицированного железнодорожного транспорта Тонхэсон.
Она представлена двумя боковыми платформами. Станция обслуживается Пусанской транспортной корпорацией. Расположена в квартале Пуджон-дон муниципального района Пусанджин-гу Пусана (Республика Корея). Площадь Сон Санхёна, самая большая площадь в стране, и парк граждан Пусана, самый большой городской парк находятся в непосредственной близости от станции. На станции установлены платформенные раздвижные двери.
Станция была открыта 19 июля 1985 года.